# Herdenkingskruis voor de Driehonderdste verjaardag van de Romanov-dynastie

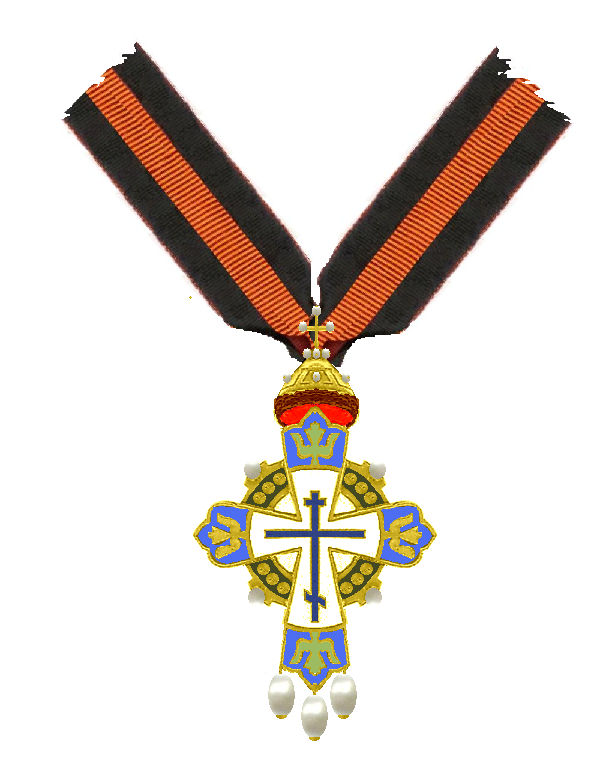
Driehonderdste verjaardag van de Romanov-dynastie, 24 januari 1913

Het Herdenkingskruis voor de Driehonderdste verjaardag van de Romanov-dynastie was een Russische onderscheiding. Het geëmailleerde gouden kruis werd op 24 januari 1913 ingesteld door tsaar Nicholaas II van Rusland. Zijn dynastie, de Romanovs, regeerde toen sinds driehonderd jaar en dat werd met veel pracht en praal gevierd. Aan geestelijken van de Russisch-orthodoxe Kerk werd een kruis uitgereikt dat op 21 februari 1913 door de clerus werd gedragen.
Het met 16 parels versierde kruis fleury werd aan het lint van de zeer prestigieuze Orde van Sint-Vladimir om de hals gedragen. Er waren ook eenvoudiger exemplaren zonder parels. Het kruis heeft een met sabelbont en rode stof gevoerde Kroon van Monomach als verhoging. De voor deze oude Moskovitische kroon karakteristieke rode en groene stenen werden door negen kleine zaadparels vervangen. Op het kruis zijn vier ronde parels bevestigd. Onder het kruis hangen drie grotere ovale parels als pendanten.